# Cinema Novo
Beim Cinema Novo [siˈnemɐ ˈnovu], dem „Neuen Kino“ handelt es sich um eine Filmrichtung, die Ende der 1950er Jahre in Brasilien entstanden ist. Eine vergleichbare Strömung in der Musik, die gleichzeitig in Brasilien entstand, wird als Tropicalismo bezeichnet. Das Cinema Novo stellt eine Gegenbewegung zum Hollywood-Kino der 1950er Jahre dar, das in dieser Zeit den brasilianischen Filmmarkt dominierte. Ziele des Cinema Novo sind der Kampf gegen die Übermacht des US-amerikanischen Films, die Besinnung auf nationale Traditionen, ein authentischer Ausdruck, Kritik an sozialer Ungerechtigkeit und der filmischer Dialog mit dem Volk. Das Novo Cinema entstand in Portugal dann unter gleichen Grundsätzen. Wichtigster Vertreter des Cinema Novo ist der Regisseur und Filmemacher Glauber Rocha (nicht verwandt mit dem portugiesischen Novo Cinema-Regisseur Paulo Rocha).

## Einteilung des Cinema Novo in drei Phasen
Das Cinema Novo lässt sich in drei Phasen einteilen. In der ersten Phase (1954–1964) etablierte sich Nelson Pereira dos Santos als geistiger Vater des Cinema Novo. Ziel seiner Filme Rio 40 Graus (1955) und Vidas Secas (1963) ist die Erschütterung der Zuschauer über die brasilianische Realität. Seine Filme sind stark vom italienischen Neorealismus beeinflusst, so sind seine Darsteller allesamt Laien.
In der zweiten Phase des Cinema Novo von 1964 bis 1968 filmte der brasilianische Regisseur und Filmemacher Glauber Rocha, der wichtigste Vertreter des brasilianischen Cinema Novo, v. a. verarmte Menschen im Norden des Landes. Seine dokumentarisch mystischen Filme dieser Phase sind schwer verständlich und richten sich gegen das kommerzielle Kino Brasiliens und der USA. Wichtige Filme Glauber Rochas in dieser Epoche sind Deus e o diabo na terra do sol (1964) und Terra em transe (1967).
1965 verfasst Glauber Rocha sein theoretisches Konzept des brasilianischen Cinema Novo „Uma Estética da Fome“. In diesem hält er u. a. fest, dass der Lateinamerikaner sein Elend weder dem zivilisierten Europäer kommuniziert, noch dass dieser es wirklich verstehen will. Zudem sei die größte Originalität der Lateinamerikaner der Hunger, ihr größtes Elend aber, dass dieser Hunger gefühlt, aber intellektuell nicht verstanden werde. Vom Cinema Novo solle man lernen, dass eine Ästhetik der Gewalt revolutionär ist, bevor sie primitiv ist.
Bei der letzten Phase des Cinema Novo von 1968–1972 handelt es sich um die so genannte Kannibalistisch-Tropikalistische Phase. Glauber Rocha drehte in dieser Zeit den Film Antônio das Mortes (1969), der die Geschichte eines Aufstandes gegen die Unterdrückung erzählt und brasilianische Volksfesten und Riten darstellt. Ein weiterer wichtiger Film der Kannibalistisch-Tropikalistischen Phase des Cinema Novos ist Joaquim Pedro de Andrades Film Macunaíma von 1969. Er erzählt die Geschichte eines Brasilianers, der von Brasilien gefressen wird.
Ende der 1970er Jahre erklärte Glauber Rocha das Cinema Novo aufgrund politischer Repressionen für tot.